# Operace Auca

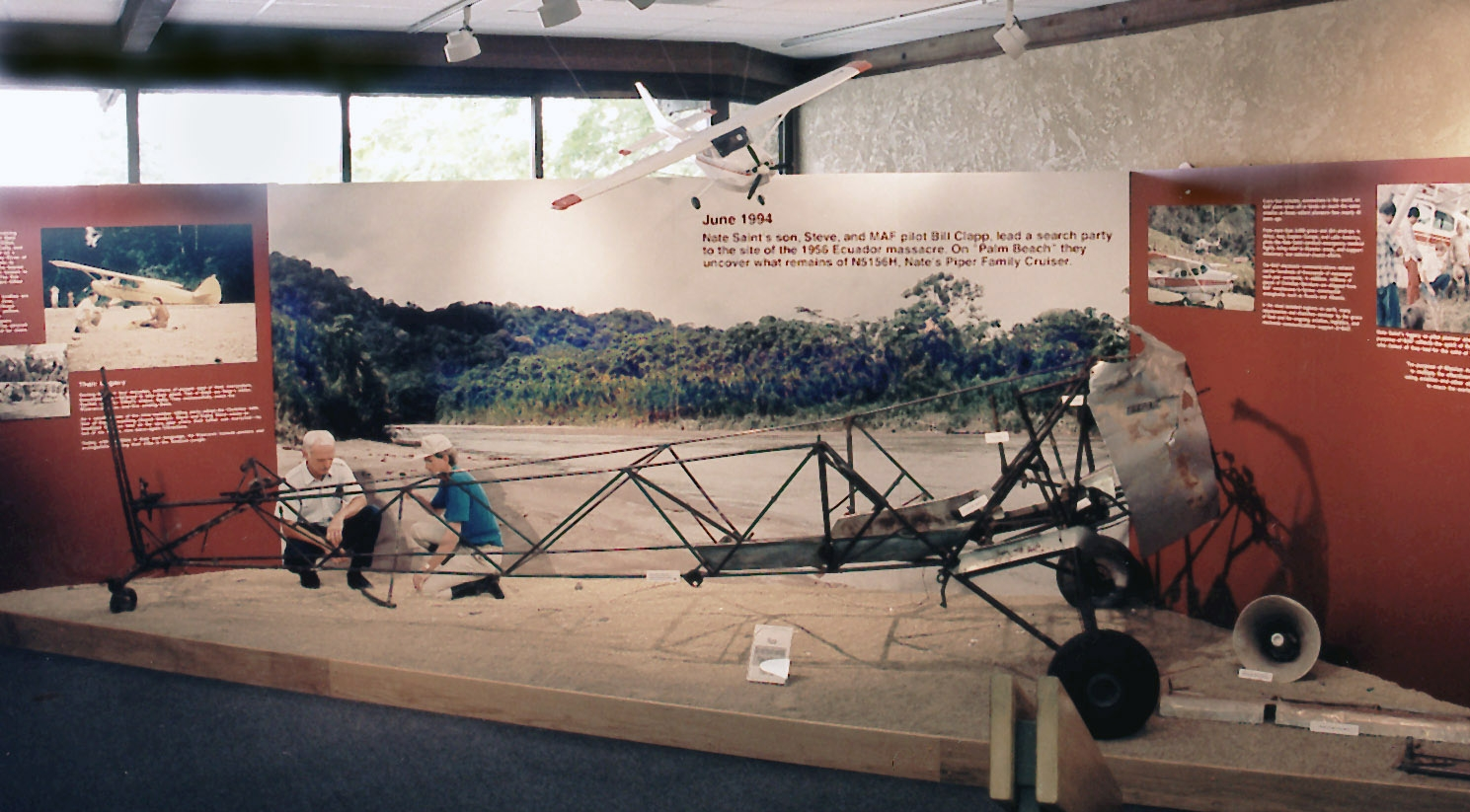
Letadlo Natea Sainta bylo objeveno v roce 1994 pohřbené v písku u řeky Curaray. Rám byl zrekonstruován a nyní je vystaven v sídle Mission Aviation Fellowship v Nampa, Idaho.

Operace Auca byla pokusem pěti evangelických křesťanských misionářů ze Spojených států o přenesení křesťanství mezi obyvatele deštného pralesa v Ekvádoru zvané Waodani nebo Huaorani. Huaorani, pejorativně nazývaní také Aucas (modifikace slova awqa, což v kečuánštině znamená "divoši"), byli izolovaným kmenem známým svým násilím jak vůči vlastním lidem, tak vůči cizincům, kteří vstoupili na jejich území. S úmyslem být prvními křesťany, kteří evangelizují dosud nekontaktované Huaorany, začali misionáři v září 1955 podnikat pravidelné lety nad huaoranskými osadami a shazovat dary, které byly opětovány. Po několika měsících vyměňování darů založili misionáři 3. ledna 1956 tábor na „Palm Beach“, písečné pláži podél řeky Curaray, několik kilometrů od osady Huaoranů. Jejich úsilí skončilo 8. ledna 1956, kdy všech pět misionářů - Jim Elliot, Nate Saint, Ed McCully, Peter Fleming a Roger Youderian - bylo napadeno a probodnuto skupinou huaoranských bojovníků. Zpráva o jejich smrti obletěla celý svět a časopis Life o této události napsal fotoreportáž.
Smrt těchto mužů podnítila misionářské úsilí ve Spojených státech a vyvolala příliv finančních prostředků na evangelizační úsilí po celém světě. Jejich práce je dodnes často připomínána v evangelikálních publikacích a v roce 2006 se stala předmětem filmové produkce End of the Spear. Několik let po smrti obou mužů se vdova po Jimu Elliotovi Elisabeth a sestra Natea Sainta Rachel vrátily do Ekvádoru jako misionářky Letního lingvistického institutu (nyní SIL International), aby žily mezi Huaorany. To nakonec vedlo k obrácení mnoha lidí, včetně některých z těch, kteří se podíleli na zabíjení. Jejich úsilí sice vystavilo kmen zvýšenému vlivu zvenčí, ale do značné míry eliminovalo kmenové násilí.

## Waorani
Waorani byli v době operace Auca malým kmenem obývajícím džungli ve východním Ekvádoru mezi řekami Napo a Curaray, což je území o rozloze přibližně 20 000 km². Měl přibližně 600 osob a dělil se na tři skupiny, které si byly vzájemně nepřátelské - Geketaidi, Baïidi a Wepeidi. Živili se sběrem a pěstováním rostlinných potravin, jako je maniok a plantejny, a také rybolovem a lovem pomocí oštěpu a foukačky. Rodinu tvořili muž a jeho žena nebo ženy, jejich svobodní synové, vdané dcery a zeťové a jejich vnoučata. Všichni bydleli v dlouhém domě, který byl oddělený několik kilometrů od jiného dlouhého domu, v němž žili blízcí příbuzní. Sňatky byly vždy endogamní, obvykle mezi bratranci a sestřenicemi, a domlouvali je rodiče mladých lidí.
Před prvním mírovým kontaktem s cizinci (cowodi) v roce 1958 Huaorani zuřivě bránili své území. Všechny cowodi („cizince“) považovali za kanibalistické predátory, a tak na přelomu 19. a 20. století zabíjeli gumárníky a ve 40. letech 20. století zaměstnance ropné společnosti Shell, kromě všech Kečuánů z nížin nebo jiných cizinců, kteří vnikli na jejich území. Kromě toho byli náchylní k vnitřnímu násilí a často zabíjeli jiné Huaorany z pomsty. Nájezdy byly prováděny v krajním hněvu skupinami mužů, kteří v noci přepadli dlouhý dům své oběti a poté uprchli. Pokusy o uzavření příměří prostřednictvím darů a výměny manželek se stávaly častějšími s tím, jak se jejich počet snižoval a kmeny se tříštily, ale koloběh násilí pokračoval.

## Misionáři
Jim Elliot se o Huaoranech poprvé dozvěděl v roce 1950 od svého bývalého misionáře v Ekvádoru a poté si uvědomil, že ho Bůh povolal do Ekvádoru, aby Huaorany evangelizoval. Začal si dopisovat se svým přítelem Petem Flemingem o jeho touze sloužit v Ekvádoru a v roce 1952 se oba muži vydali do Guayaquilu jako misionáři Plymouthských bratří. Šest měsíců žili v Quitu s cílem naučit se španělsky. Poté se přestěhovali do Shandie, kečuánské misijní stanice hluboko v ekvádorské džungli. Tam pracovali pod dohledem misionáře z Křesťanských misií v mnoha zemích Wilfreda Tidmarshe a začali se seznamovat s místní kulturou a studovat kečuánský jazyk.
Dalším členem týmu byl Ed McCully, muž, se kterým se Jim Elliot seznámil a spřátelil, když oba navštěvovali Wheaton College. Po ukončení studia se oženil s Marilou Hobolthovou a zapsal se do jednoletého programu základní lékařské péče na Škole misijní medicíny v Los Angeles. Dne 10. prosince 1952 se McCully s rodinou přestěhoval do Quita jako misionář Plymouthských bratří a plánoval se brzy připojit k Elliotovi a Flemingovi v Šandii. V roce 1953 však stanici v Shandii zničila povodeň, což jejich stěhování oddálilo až do září téhož roku.
Pilot týmu, Nate Saint, sloužil za druhé světové války v armádě a absolvoval letecký výcvik jako příslušník armádního letectva. Po propuštění v roce 1946 studoval i on na Wheaton College, ale po roce studia zanechal a v roce 1948 se připojil k Mission Aviation Fellowship. Koncem roku odcestoval s manželkou Marj do Ekvádoru a usadili se na ústředí MAF v Shell Mera. Krátce po svém příjezdu začal Saint přepravovat zásoby a vybavení misionářům rozesetým po celé džungli. Tato práce ho nakonec přivedla k setkání s dalšími čtyřmi misionáři, ke kterým se připojil v rámci operace Auca.
V týmu byl také Roger Youderian, třiatřicetiletý misionář, který v Ekvádoru působil od roku 1953. V rámci misijní rady Gospel Missionary Union se spolu s manželkou Barbarou a dcerou Beth usadil v Macumě, misijní stanici v jižní části ekvádorské džungle. Tam se svou ženou sloužil lidem kmene Shuar, učil se jejich jazyk a přepisoval ho. Po zhruba roční práci s nimi začal Youderian s rodinou sloužit příbuznému kmeni Šuarů, Achuarům. Spolupracoval s Nate Saintem, který jim poskytoval důležité zdravotnické potřeby; po určité době, kdy se snažil navázat s nimi vztahy, se však nedočkal žádného pozitivního efektu a s rostoucí depresí uvažoval o návratu do Spojených států. Během této doby ho však Saint oslovil, zda by se nepřipojil k jejich týmu, který by se setkal s Huaorany, a ten souhlasil.

## První kontakt

Mapa označující klíčová místa operace Auca

První fáze operace Auca začala v září 1955. Saint, McCully, Elliot a kolega misionář Johnny Keenan se rozhodli navázat kontakt s Huaorany a začali je pravidelně vyhledávat letecky. Do konce měsíce vytipovali několik mýtin v džungli. Mezitím se Elliot naučil několik frází v jazyce Huaorani od Dayumy, mladé ženy z kmene Huaorani, která opustila svou společnost a spřátelila se s Rachel Saintovou, misionářkou a sestrou Nata Sainta. Misionáři doufali, že když budou Huaorany pravidelně obdarovávat a pokoušet se s nimi komunikovat jejich jazykem, podaří se jim získat je pro přátelství.
Vzhledem k obtížnosti a riziku setkání s Huaorany na zemi se misionáři rozhodli shazovat Huaoranům dary letadly s pevnými křídly. Jejich technika shazování, kterou vyvinul Nate Saint, spočívala v oblétávání místa shazování v těsných kruzích, přičemž se dárek spouštěl z letadla na laně. Tím se svazek udržoval přibližně ve stejné poloze, jak se blížil k zemi. Dne 6. října 1955 Saint provedl první shoz a vypustil malou konvici s knoflíky a kamennou solí. Předávání darů pokračovalo i v následujících týdnech, kdy misionáři shazovali mačety, stuhy, oblečení, hrnce a různé drobnosti.
Po několika návštěvách vesnice Auca, kterou misionáři nazvali „Terminal City“, si všimli, že Huaorani vypadají, že jsou z jejich darů nadšení. Povzbuzeni začali pomocí reproduktoru vykřikovat při obcházení jednoduché huaoranské fráze. Po několika dalších kapkách začali Huaorani v listopadu po odstranění darů, které jim misionáři dali, přivazovat dárky pro misionáře na provaz. Muži to brali jako gesto přátelství a vypracovali plány na setkání s Huaorany na zemi. Saint brzy vytipoval 200 yardů (200 m) dlouhou písečnou kosu podél řeky Curaray asi 4,5 míle (7 km) od „Terminal City“, která by mohla sloužit jako přistávací dráha a tábořiště, a nazval ji „Palm Beach“.

## Palm Beach

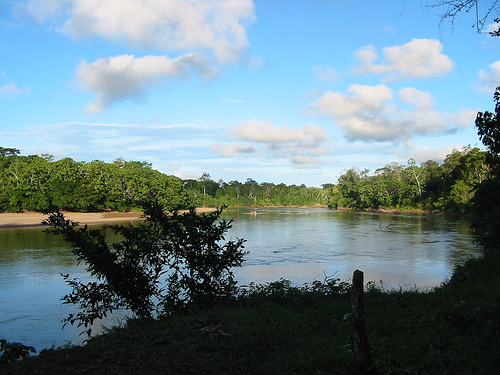
Řeka Curaray

V té době se Pete Fleming ještě nerozhodl, že se operace zúčastní, a Roger Youderian stále pracoval v džungli dále na jihu. Dne 23. prosince Flemingové, Saints, Elliots a McCullys společně naplánovali přistání na Palm Beach a vybudování tábora na 3. ledna 1956. Dohodli se, že si vezmou zbraně, ale rozhodli se, že je použijí pouze ke střelbě do vzduchu, aby zastrašili Huaorany, pokud zaútočí. Postavili jakýsi domek na stromě, který by se dal sestavit po příjezdu, a shromáždili dary, vybavení pro první pomoc a jazykové poznámky.
Do 2. ledna dorazil Youderian a Fleming potvrdil svou účast, a tak se pětice sešla v Aradžunu, aby se následujícího dne připravila k odjezdu. Po drobných mechanických potížích s letadlem Saint a McCully 3. ledna v 8:02 vzlétli a úspěšně přistáli na písečné pláži podél řeky Curaray. Saint poté odletěl s Elliotem a Youderianem do tábora a poté uskutečnil několik dalších letů s vybavením. Po poslední dodávce přeletěl nad osadou Huaorani a pomocí reproduktoru sdělil Huaoranům, aby navštívili tábor misionářů. Poté se vrátil do Arajuna a následujícího dne spolu s Flemingem odletěl do Palm Beach.

### První návštěva
Po několika dnech čekání, kdy misionáři vykřikovali do džungle základní huaoranské fráze, dorazili 6. ledna první huaoranští návštěvníci. Kolem 11:15 se na protějším břehu řeky vynořil mladý muž a dvě ženy, kteří se brzy připojili k misionářům v jejich táboře. Mladší z obou žen přišla proti vůli své rodiny a muž jménem Nankiwi, který o ni měl romantický zájem, ji následoval. Starší žena (asi třicetiletá) působila jako samozvaný doprovod. Muži jim předali několik darů, včetně modelu letadla, a návštěvníci se brzy uvolnili a začali volně konverzovat, aniž by si zřejmě uvědomili, že jazykové znalosti mužů jsou slabé. Nankiwi, kterému misionáři přezdívali „George“, projevil zájem o jejich letadlo, a tak jej vzali na palubu a vzlétli. Nejprve absolvovali okruh kolem tábora, ale Nankiwi se zdál být dychtivý po druhém výletu, a tak letěli směrem k „Terminal City“. Když dorazili na známou mýtinu, Nankiwi poznal své sousedy, vyklonil se z letadla, divoce na ně zamával a zakřičel. Později odpoledne začala být mladší žena neklidná, a přestože misionáři nabídli návštěvníkům nocleh, Nankiwi a mladá žena opustili pláž bez většího vysvětlení. Starší žena měla zřejmě větší zájem o rozhovor s misionáři a zůstala tam po většinu noci.
Po setkání s Nankiwim v letadle se malá skupina Huaoranů rozhodla podniknout cestu na Palm Beach a odletěla následujícího rána, 7. ledna. Cestou se setkali s Nankiwim a dívkou, kteří se vraceli bez doprovodu. Dívčin bratr Nampa se kvůli tomu rozzuřil, a aby situaci zmírnil a odvedl pozornost od sebe, Nankiwi tvrdil, že je cizinci napadli na pláži a při spěšném útěku se oddělili od svého doprovodu. Gikita, starší člen skupiny, jehož zkušenosti s cizinci naučily, že se jim nedá věřit, jim doporučil, aby cizince zabili. Návrat starší ženy a její vyprávění o vstřícnosti misionářů je neodradilo a brzy pokračovali směrem k pláži.

### Útok
Misionáři 8. ledna vyčkávali a očekávali, že někdy odpoledne dorazí větší skupina Huaoranů, i kdyby jen proto, aby se svezli letadlem. Saint podnikl několik cest nad huaoranskými osadami a následujícího rána zaznamenal skupinu huaoranských mužů, kteří cestovali směrem k Palm Beach. Tuto informaci vzrušeně sdělil své ženě vysílačkou ve 12:30 a slíbil, že se s nimi znovu spojí v 16:30.
Huaorani dorazili na Palm Beach kolem třetí hodiny odpoledne, a aby cizince rozdělili, než na ně zaútočí, poslali tři ženy na druhou stranu řeky. Jedna, Dawa, zůstala schovaná v džungli, ale zbylé dvě se ukázaly. Dva z misionářů se brodili vodou, aby je přivítali, ale Nampa je zezadu napadl. Elliot, první misionář, který se ho pokusil zastrašit, zřejmě vytáhl pistoli a začal střílet. Jeden z těchto výstřelů lehce zranil Dawa, který se stále skrýval, a další poranil útočícího misionáře poté, co ho zezadu chytila jedna z žen. Výpovědi o účinku této kulky se liší. Misionáři interpretovali výpovědi Dawy a Dayumy tak, že Nampa byl zabit o několik měsíců později při lovu, ale jiní, včetně misionářského antropologa Jamese Yosta, dospěli k názoru, že jeho smrt byla důsledkem střelného zranění. Rachel Saintová to nepřijala a zastávala názor, že očití svědci podporují její stanovisko, ale badatelka Laura Rivalová, kritička expedice, naznačuje, že mezi Huaorany se nyní všeobecně věří, že Nampa zemřel na následky zranění. Druhý misionář v řece, Fleming, předtím, než byl probodnut kopím, zoufale opakoval přátelské nadbíhání a ptal se Huaoraniů, proč je zabíjejí. Mezitím ostatní huaoranští válečníci pod vedením Gikity zaútočili na tři misionáře, kteří byli stále na pláži, a nejprve oštěpem zabili Sainta a pak McCullyho, který je spěchal zastavit. Youderian se rozběhl k letadlu, aby se dostal k vysílačce, ale když zvedl mikrofon, aby ohlásil útok, byl probodnut. Huaorani pak naházeli těla mužů a jejich věci do řeky a roztrhali látku z letadla. Poté se vrátili do své vesnice a v očekávání odplaty ji vypálili a uprchli do džungle.

### Pátrání
V půl páté odpoledne čekali Marj Saintová a manželka Peta Fleminga, Olive, na Saintův telefonát. Nedostání zprávy v 16:30 okamžitě vyvolalo obavy jeho ženy Marj, ale Marj a Olive o nedostatku komunikace nikomu neřekly až do večera. Aby se předešlo rušivým vlivům, byla celá mise utajena před všemi, kteří se jí v té době přímo neúčastnili, což ztížilo načasování tohoto oznámení. Následujícího rána, 9. ledna, přiletěl Johnny Keenan na místo tábora a v 9:30 hodin dopoledne nahlásil vysílačkou manželkám, že letadlo je zbaveno látky a že muži tam nejsou. Byl kontaktován vrchní velitel karibského velitelství, generálporučík William K. Harrison, a rozhlasová stanice HCJB se sídlem v Quitu vydala zpravodajský bulletin, v němž uvedla, že na území Huaoranů se pohřešuje pět mužů. Brzy nad džunglí přelétala letadla letecké záchranné služby Spojených států v Panamě a byla zorganizována pozemní pátrací skupina složená z misionářů a vojenského personálu. První dvě těla byla nalezena ve středu 11. ledna a ve čtvrtek bylo tělo Eda McCullyho identifikováno skupinou Kečuánů. Jako důkaz nálezu si vzali jeho hodinky, ale tělo z místa na břehu Curaraye nepřemístili; později bylo odplaveno. Další dvě těla byla nalezena 12. ledna. Pátrači doufali, že jedno z neidentifikovaných těl bude McCully, protože se domnívali, že některý z mužů možná utekl. Dne 13. ledna však byla všechna čtyři nalezená těla pozitivně identifikována podle hodinek a snubních prstenů a McCullyho tělo mezi nimi nebylo, což potvrdilo, že všech pět těl je mrtvých. Uprostřed tropické bouře je 14. ledna členové pozemní pátrací skupiny pohřbili do společného hrobu na Palm Beach.

## Následky
Časopis Life přinesl o smrti mužů fotoreportáž, včetně fotografií Cornella Capy a některých fotografií, které pořídilo pět mužů před svou smrtí. Následná celosvětová publicita výrazně zviditelnila několik misionářských organizací, zejména ve Spojených státech a Latinské Americe. Nejvýznamnější z nich byl Letní lingvistický institut (SIL), organizace, pro kterou pracovaly Elisabeth Elliotová i Rachel Saintová. Kvůli mučednické smrti svého bratra se Saintová považovala za duchovně spjatou s Huaorany a věřila, že to, co považovala za jeho oběť pro Huaorany, je symbolem Kristovy smrti za spásu lidstva. V roce 1957 Saintová a její huaoranský společník Dayuma cestovali po Spojených státech a vystoupili v televizním pořadu This Is Your Life. Oba také vystoupili na „krusádě“ Billyho Grahama v New Yorku, což přispělo k rostoucí popularitě Saintové mezi evangelikálními křesťany a vyneslo značné finanční dary pro SIL.
Saint a Elliot se vrátili do Ekvádoru, aby pracovali mezi Huaorany (1958-1960) a založili tábor Tihueno poblíž bývalé osady Huaoranů. Rachel Saintová a Dayuma se v očích Huaorani sblížili díky společnému truchlení a díky tomu, že Rachel přijala jméno Nemo od Dayumovy zesnulé nejmladší sestry. Nemo znamená v huaoranštině hvězda, říkali, že je jejich světlem. První Huaorani, kteří se zde usadili, byly především ženy a děti ze skupiny Huaoranů zvané Guiquetairi, ale v roce 1968 se k nim připojila nepřátelská skupina Huaoranů známá jako Baihuari. Elliot se počátkem 60. let vrátil do Spojených států, a tak se Saint a Dayuma snažili vzniklý konflikt zmírnit. Podařilo se jim zajistit soužití obou skupin tím, že dohlíželi na četné svatby mezi skupinami, což vedlo k ukončení války mezi klany, ale zastřelo kulturní identitu každé skupiny.
Saint a Dayuma ve spolupráci se SIL vyjednali v roce 1969 vytvoření oficiální rezervace Huaoranů, čímž došlo ke konsolidaci Huaoranů a následnému otevření oblasti pro obchod a těžbu ropy. V roce 1973 žilo v Tihuenu přes 500 lidí, z nichž více než polovina přišla v předchozích šesti letech. Osada se spoléhala na pomoc společnosti SIL a jako křesťanská komunita se řídila pravidly cizími kultuře Huaoranů, jako je zákaz zabíjení a polygamie. Počátkem 70. let začala SIL pochybovat o tom, zda je jejich vliv na Huaorany pozitivní, a proto vyslala Jamese Yosta, antropologa, aby situaci zhodnotil. Ten zjistil rozsáhlou ekonomickou závislost a rostoucí kulturní asimilaci, v důsledku čehož SIL v roce 1976 ukončila podporu osady, což vedlo k jejímu rozpadu a rozptýlení Huaoranů do okolí. SIL doufal, že se Huaorani vrátí do izolace, v níž žili před dvaceti lety, ale místo toho vyhledávali kontakt s okolním světem a vytvářeli vesnice, z nichž mnohé byly ekvádorskou vládou uznány.

## Odkaz

### Evangelické křesťanské názory
Mezi evangelickými křesťany je těchto pět mužů běžně považováno za mučedníky a misionářské hrdiny. Knihy o nich napsala řada životopisců, především Elisabeth Elliotová. Výročí jejich smrti provázejí články ve významných křesťanských publikacích a jejich příběh, stejně jako následné přijetí křesťanství mezi Huaorany, se dočkal několika filmových zpracování.
Přesto křesťané se znepokojením zaznamenali rozpad tradiční kultury Huaoranů a westernizaci kmene, počínaje zápisem v deníku samotného Natea Sainta v roce 1955 a pokračujíc až do současnosti. Mnozí však nadále hodnotí pozitivně jak operaci Auca, tak následné misijní úsilí Rachel Saintové, misijních organizací, jako je Mission Aviation Fellowship, Wycliffe Bible Translators, HCJB World Radio, Avant Ministries (dříve Gospel Missionary Union) a dalších. Konkrétně si všímají poklesu násilí mezi příslušníky kmene, četných konverzí ke křesťanství a růstu místní církve.

### Názory antropologů
Někteří antropologové mají méně příznivé názory na misijní činnost zahájenou operací Auca a považují tuto intervenci za příčinu nedávného a všeobecně uznávaného úpadku kultury Huaorani. Přední badatelka v oblasti Huaorani Laura Rivalová tvrdí, že práce SIL zpacifikovala Huaorany v 60. letech 20. století, a tvrdí, že misionářská intervence způsobila významné změny v základních složkách huaoranské společnosti. Zákazy polygamie, násilí, zpěvu a tance byly v přímém rozporu s kulturními normami a stěhování Huaoranů a následné smíšení dříve znepřátelených skupin narušilo kulturní identitu.
Jiné názory jsou poněkud méně negativní - Brysk poté, co konstatuje, že činnost misionářů otevřela oblast vnějším zásahům a vedla ke zhoršení kultury, uvádí, že SIL také informovala Huaorani o jejich zákonných právech a naučila je, jak chránit své zájmy před developery. Boster jde ještě dál a naznačuje, že pacifikace Huaorani byla výsledkem aktivního úsilí samotných Huaorani, nikoliv výsledkem vnucování misionářů. Tvrdí, že křesťanství posloužilo Huaoranům jako způsob, jak uniknout z koloběhu násilí v jejich komunitě, protože jim poskytlo motivaci zdržet se zabíjení.

### Kreativní zobrazení
Operace Auca se dočkala několika filmových ztvárnění. Dokumentární film Beyond the Gates of Splendor z roku 2004 obsahoval rozhovory s některými Huaorani a přeživšími rodinnými příslušníky misionářů. Filmové drama Konec kopí z roku 2006 vydělalo přes 12 milionů dolarů. Oceněný román Pět manželek od Joan Thomasové se soustředil na přeživší manželky misionářů.